# 福建虫瘴霉
福建虫瘴霉（学名：Furia fujiana）是属于虫霉目虫霉科虫瘴霉属的一种真菌，寄生在灯蛾上。该种分布于中国。